# СТС International
СТС International — міжнародний російський розважальний телеканал, є міжнародною версією російського федерального телеканалу «СТС». Контент телеканалу «СТС International» є концепцією з найрейтинговіших проектів російського телеканалу.

## Мовлення
- Розпочав мовлення 21 грудня 2009 року у кабельних мережах США. Саме цей день є днем початку мовлення телеканалу.

- 21 грудня 2009 року «СТС International» розпочав мовлення у Північній Америці на супутниковій платформі «Dish».

- У червні 2010 року «CTC International» розпочав мовлення в Ізраїлі.

- З лютого 2012 року «СТС International» веде мовлення на супутнику Hot Bird 13°.

- У квітні 2012 року ТОВ «Телерадіокомпанія „Європа-Азія“» розпочало ефірне мовлення телеканалу «CTC International» у Киргизії на 39-каналі замість «MTV Росія».

- У травні 2012 року «СТС International» вийшов на ринки Вірменії, Грузії, Азербайджану та одного з найбільших ринків СНД — Казахстану.

- У 2013 році «СТС International» стартував в IPTV-мережах Канади.

- У Казахстані з 16 травня 2013 року було припинено ретрансляцію телеканалу в кабельних мережах через припинення прав на неї у правовласника ТОВ «Сеntral Asia Media Distribution». У зв'язку з введеним у дію Законом РК «Про телерадіомовлення», всі закордонні телеканали, що ретранслюються, зобов'язані отримувати ліцензію на право трансляції в РК. Телеканал відновив мовлення в кабельній мережі Алма-ТВ, а потім в мережі ICON.

- 1 лютого 2018 року «СТС International» припинив мовлення на супутниковій платформі «Yes» в Ізраїлі.

- У грудні 2018 року на «СТС International» з'явилося вікове маркування, поміщене в ромб.

## Супутники
Параметри супутникового мовлення:
- KazSat 3 58,5° східної довжини (кодування — Irdeto 2, оператор Caspio HD и Irdeto 3, оператор Alma TV)
- AzerSpace 2/Intelsat 38 45,0° східної довжини (кодування — VideoGuard, оператор Vivacom TV)
- ABS 75°0 східної довжини (без кодування)[4]
- Galaxy 99° західної довготи (кодування — Irdeto)

## Нагороди
- Велика цифра 2015 — в номінації «Найкращий розважальний телеканал»[5].

- Золотий Промінь 2016 — в номінації «Телеканали: розваги»[6].